# Elsa Nordin Ottosson
Rut Elsa Nordin Ottosson, född den 27 december 2007, är en svensk volleybollspelare som spelar som libero. Hon representerar RIG Falköping  och Sveriges damlandslag där hon debuterade i juni 2025.